# DinaMiek
DinaMiek (1984-1999) was een Nederlands tijdschrift voor vrouwen- of gendergeschiedenis dat zijn oorsprong had in het feminisme en de vrouwenbeweging.

## Naamgeving
DinaMiek is een woordspeling op de vrouwennamen Dina (echoot 'Mina', als in Dolle Mina) en Mieke, gekoppeld aan het redactionele streven vrouwen zichtbaar te maken in de geschiedenis en meer dynamiek tot stand te brengen op dit vlak. Met ingang van jaargang 5, nummer 2 (1988) werd de oorspronkelijke ondertitel 'vrouwengeschiedeniskrant', vervangen door 'tijdschrift voor vrouwengeschiedenis'.

## Geschiedenis
Het tweejaarlijkse tijdschrift verscheen tussen 1984 en 1999. Aanvankelijk was DinaMiek een uitgave van de vrouwengeschiedenisgroep Utrecht. Vanaf nummer 2 van de zesde jaargang 1989 werd dit tijdschrift uitgegeven door studenten van de Universiteit van Utrecht en de stichting Historische Studententijdschriften Utrecht (SHSU).

## Archief
Het archief van DinaMiek wordt bewaard in het kennisinstituut voor emancipatie en vrouwengeschiedenis Atria in Amsterdam. Het merendeel van de uitgaven is bewaard gebleven binnen het archief van het IAV.